# 公友倶楽部
公友倶楽部（こうゆうくらぶ、旧字体：公󠄁友俱樂部）は、大正時代に存在した衆議院の院内会派。政党。
憲政本党の内紛によって政界を退いて早稲田大学の経営に専念していた大隈重信が、1914年に第2次大隈内閣を組閣すると、早稲田大学関係者の間で大隈支援の動きが広がった。彼らは大隈伯後援会（おおくまはくこうえんかい）を組織した。1915年の第12回衆議院議員総選挙では、大隈の養子・信常が群馬県第1区で当選したほか、各地で議席を獲得した。
その後、大隈伯後援会所属者は、大隈内閣支持の無所属議員らと合同して無所属団を旗揚げし、議員45名が参加して立憲同志会・中正会とともに与党の一翼を担った。1915年12月27日に公友倶楽部と改称したが、この時点では所属議員数が56名まで上がっていた。大隈信常の他、頼母木桂吉・高木正年・下岡忠治らが所属した。
1916年、第2次大隈内閣が内閣総辞職をすると、立憲同志会総理の加藤高明の元に与党勢力が合同する構想が浮上する。これに大隈重信も同調したことを受け、1916年10月10日の憲政会結成に25名が参加する。だが、下岡ら残り27名はこれに従わずに11月25日に中正会残留派の花井卓蔵ら9名と合同して公正会を結成して事実上解散した。